# Aloe hexapetala
Aloe hexapetala es una especie de planta suculenta  perteneciente a la familia de los aloes. Es originaria de Sudáfrica.

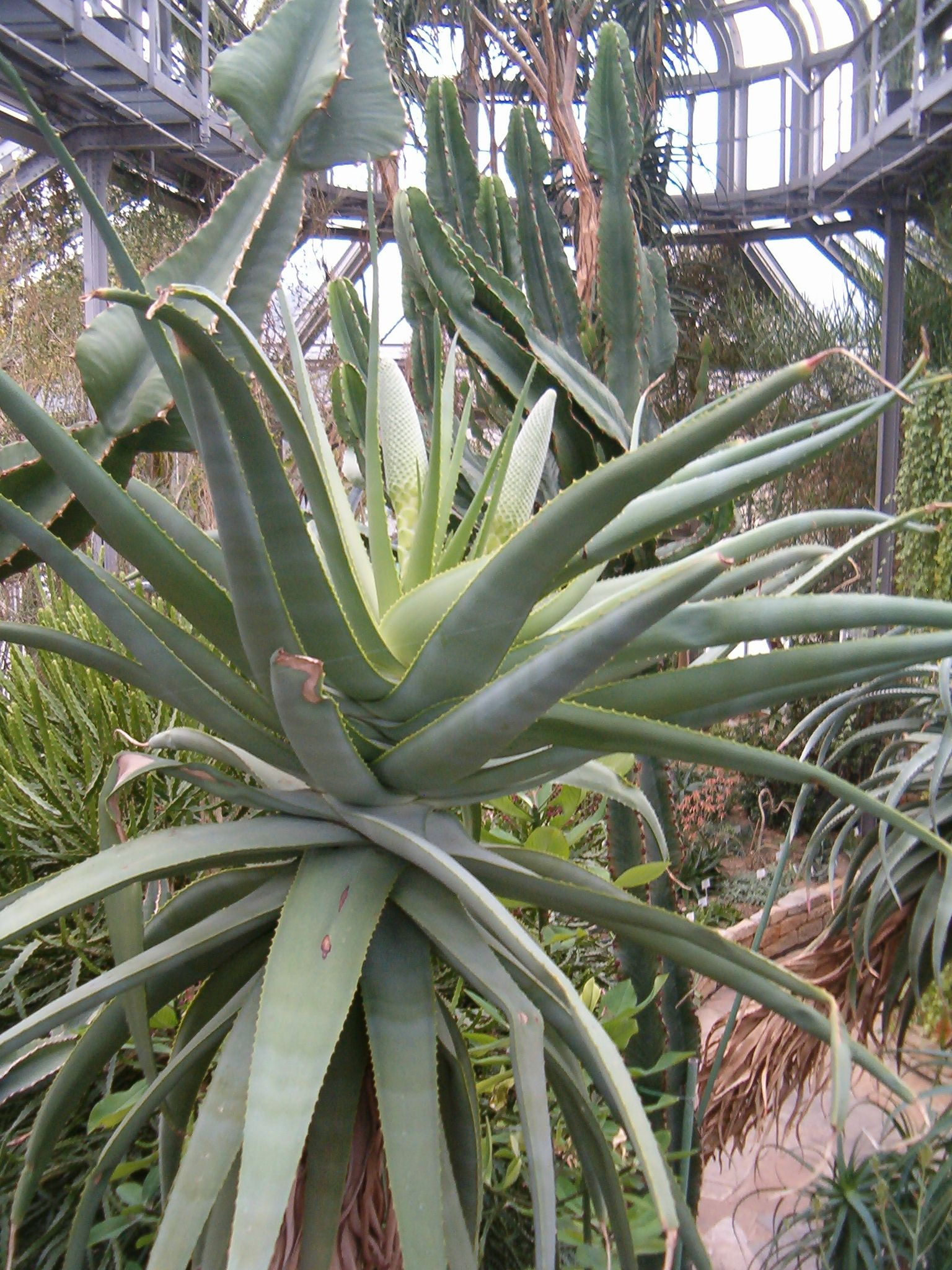
Vista de la planta

## Distribución y hábitat
Aloe speciosa se encuentra principalmente en el matorral, y también en la sabana y fynbos, en un terreno muy pedregoso en el oeste y la Provincia del Cabo Oriental. Su alcance es sobre todo en las partes más secas de la región donde la lluvia se produce en todas las estaciones, con un máximo de verano en el este.
En esta especie es muy característica la roseta de hojas que es ligeramente oblicua, una figura que no se encuentran en ningún otro tallo de Aloe del sur de África. Las hojas tienen color rosa con finos márgenes de rojo y con los más finos dientes de todos los aloes arborescentes, y las inflorescencias simples muy densas, en forma de racimos de dos colores son otros datos muy particulares. Aloe rubroviolacea (endémica de Yemen) también tiene rosetas de hojas e inflorescencias oblicuas con racimos muy densos, pero la planta es más corta y los racimos son unicolor.

## Taxonomía
Aloe hexapetala fue descrita por Joseph de Salm-Reifferscheidt-Dyck y publicado en Verz. Art. Aloe 28, en el año 1817.
Etimología
Aloe: nombre genérico de origen muy incierto: podría ser derivado del griego άλς, άλός (als, alós), "sal" - dando άλόη, ης, ή (aloé, oés) que designaba tanto la planta como su jugo - debido a su sabor, que recuerda el agua del mar. De allí pasó al Latín ălŏē, ēs con la misma aceptación, y que, en sentido figurado, significaba también "amargo". Se ha propuesto también un origen árabe, alloeh, que significa "la sustancia amarga brillante"; pero es más probablemente de origen complejo a través del hébreo: ahal (אהל), frecuentemente citado en textos bíblicos.
hexapetala: epíteto latino que significa "con seis pétalos".
Sinonimia
- Aloe chloroleuca Baker
- Aloe drepanophylla Baker
- Aloe platylepis Baker
- Aloe speciosa Baker
- Lomatophyllum jacquinii Spreng.
- Phylloma jacquinii (Spreng.) G.Don[9][2]